# Malsitz

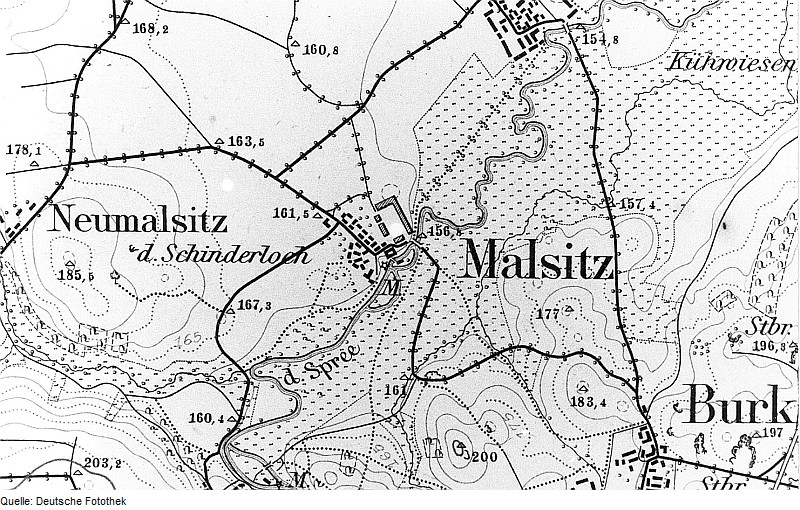
Die Lage des ehemaligen Dorfes

Malsitz, obersorbisch Małsecy, war ein Ort an der Spree nördlich von Bautzen, der 1974 gemeinsam mit dem Nachbarort Nimschütz für den Bau der Talsperre Bautzen devastiert wurde.

## Geografie
Malsitz befand sich etwa 900 Meter nordöstlich der heutigen Ortslage Oehna am linken Ufer der Spree. Die Grundmauern des Dorfes finden sich heute in direkter Nachbarschaft zur sogenannten „Vogelinsel“ – der einzigen Insel des Stausees – unter der Wasseroberfläche. Die Spree trat nach der Durchquerung des engen, langen Bautzener Tales südlich von hier in eine relativ weite Auengegend ein, die sich in westliche Richtung hin sanfter, in südöstliche Richtung steiler erhob. Die 191 Meter hohe Anhöhe bei Burk südlich von Malsitz überblickte das 35 m tiefer gelegene Platzdorf.

## Geschichte

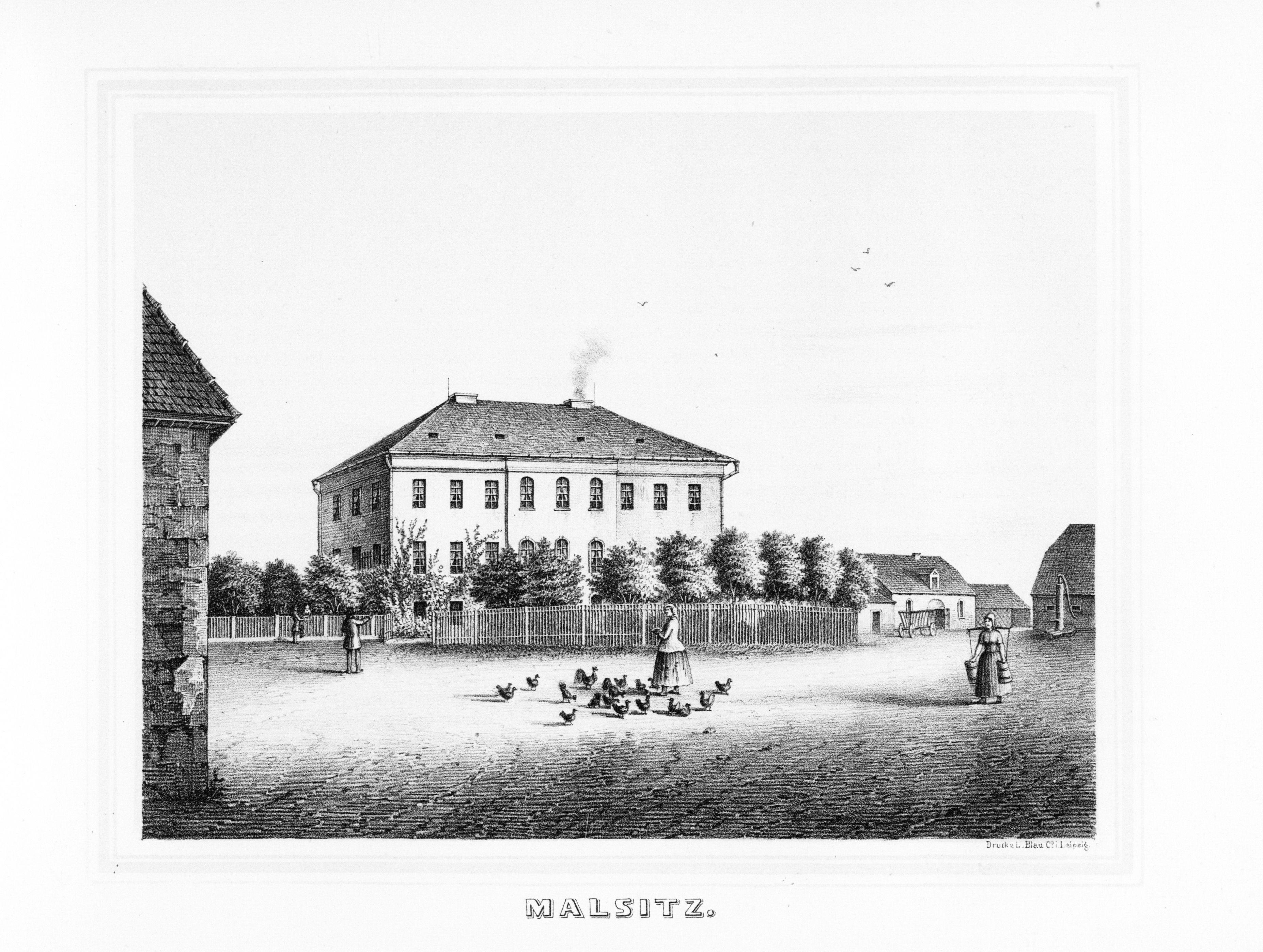
Das Malsitzer Rittergut

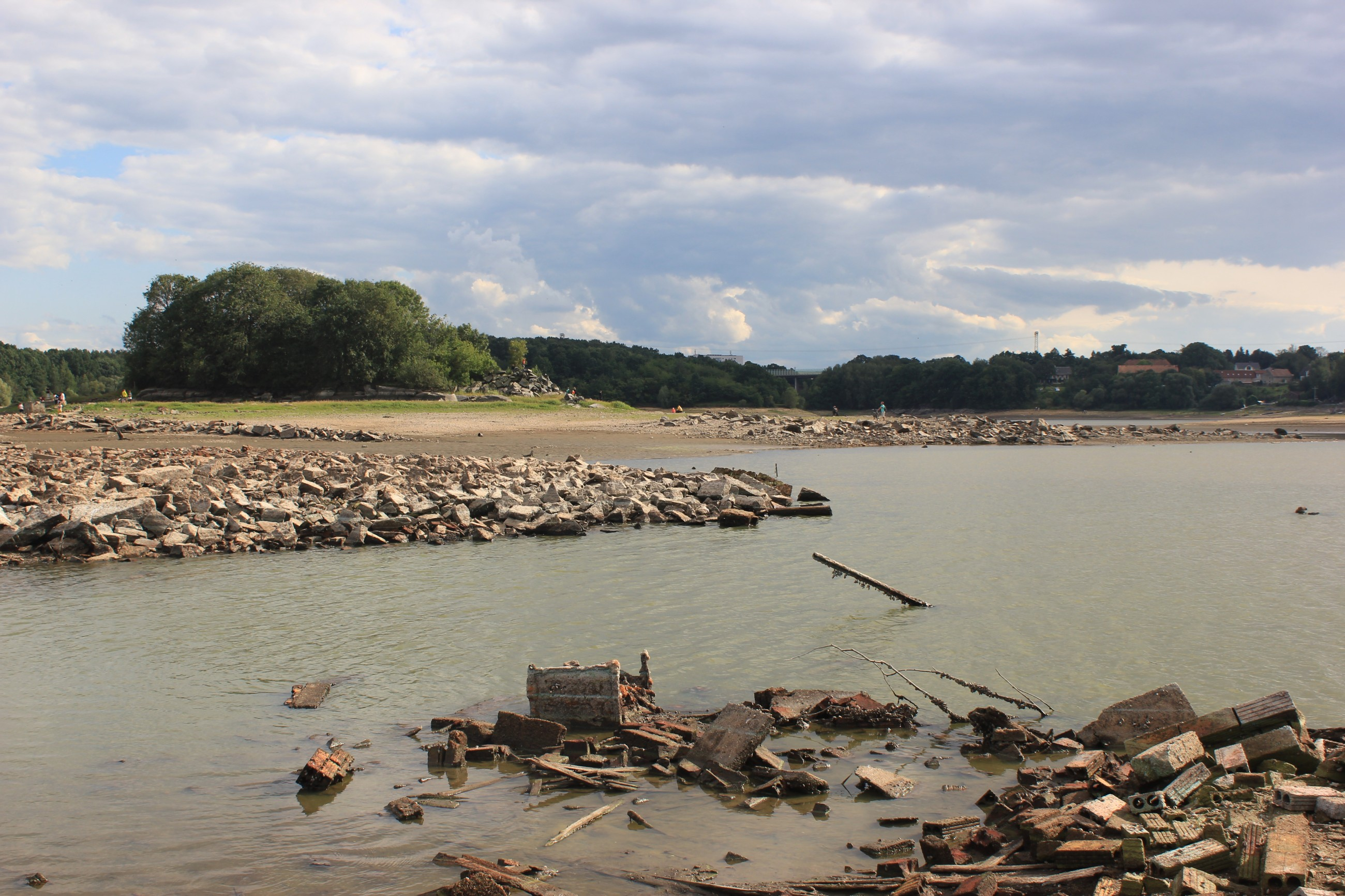
Überreste von Malsitz in der abgelassenen Talsperre Bautzen (Vogelinsel im Hintergrund)

Der Ort wurde erstmals 1407 – und damit relativ spät – als Malssicz urkundlich erwähnt und galt spätestens ab dem 17. Jahrhundert als Sitz eines Rittergutes. Dieses befand sich direkt an der Spreebrücke nach Burk im nördlichen Teil der Siedlung und übte im 18. und 19. Jahrhundert die Grundherrschaft im Ort selbst, aber auch in den Dörfern Brohna und Merka aus.
In der Schlacht bei Bautzen am 20. Mai 1813 griffen die französischen Truppen Napoléons vom Spreetal zwischen Malsitz und Nimschütz aus die preußischen Truppen auf den Anhöhen um Burk und Niedergurig an. Die kleine hölzerne Brücke in Malsitz nutzten sie zur Querung der Spree.
Bis 1936 war Malsitz eine eigenständige Landgemeinde; dann wurde es ins benachbarte Burk eingemeindet. Infolge der Devastierung der halben Gemeindefläche von Burk – Nimschütz, Malsitz und Teile von Oehna – in den Jahren 1972/73 kam der Ort 1973 zur Stadt Bautzen, der die Fläche des Stausees bis heute gehört.

## Bevölkerung
Im Jahre 1834 war Malsitz mit 130 Einwohnern ein mittelgroßes Dorf in der Spreeaue unweit der Kreisstadt Bautzen. Unter den Einwohnern waren 21 Katholiken. Die Einwohnerzahl blieb bis ins 20. Jahrhundert relativ konstant. Für seine Statistik über die sorbische Bevölkerung in der Oberlausitz ermittelte Arnošt Muka in den achtziger Jahren des 19. Jahrhunderts eine Bevölkerungszahl von 136 Einwohnern; davon waren 109 Sorben (80 %) und 27 Deutsche. Damit hatte Malsitz zu dieser Zeit schon einen relativ hohen Anteil deutscher Einwohner.
Sowohl der evangelische als auch der katholische Bevölkerungsteil war von jeher nach Bautzen eingepfarrt.

## Infrastruktur
Malsitz war durch Lokalstraßen mit seinen Nachbarorten verbunden und verfügte über eine Mühle an der Spree. Am Hügel, der heute die Vogelinsel bildet, gab es einen Steinbruch.